# Die Halbstarken
Die Halbstarken ist ein deutsches Filmdrama aus dem Jahr 1956. Das Drehbuch stammt von Will Tremper und dem Regisseur Georg Tressler nach einer Erzählung von Will Tremper. Die Hauptrollen sind mit Horst Buchholz, Karin Baal und Christian Doermer besetzt. Der von Wenzel Lüdecke produzierte Schwarzweißfilm wurde im Juli und August 1956 in West-Berlin gedreht. Die Uraufführung erfolgte am 27. September desselben Jahres im Essener Ufa-Palast. In einer Expertenumfrage aus dem Jahr 1995 wurde der Film unter die 100 wichtigsten deutschen Filme aller Zeiten gewählt.

## Handlung
Eine von dem neunzehnjährigen Freddy Borchert angeführte Bande Halbstarker versammelt sich zum Test der Wasserdichtigkeit ihrer gestohlenen Armbanduhren im Hallenbad. Als Freddy eine Zigarette raucht, wird er von einem Bademeister zurechtgewiesen. Daraufhin wird der Mann von Freddys Clique zusammengeschlagen. Freddy trifft im Hallenbad seinen Bruder Jan, den er seit einiger Zeit nicht mehr gesehen hat. Freddy, der sein Elternhaus bereits verlassen hat, ist mit der hübschen, aber gewissenlosen Sissy Bohl befreundet. Das Mädchen im Backfisch-Alter von knapp sechzehn Jahren übt keinen guten Einfluss auf Freddy aus. Seine familiären Verhältnisse sind ohnehin schwierig: Vater Borchert, ein gewissenhafter Beamter, hatte für seinen Schwager eine Finanzbürgschaft über 5000 Mark übernommen. Da der Schwager zahlungsunfähig wurde, muss der Vater zahlen. Wegen der noch offenen 3000 Mark tyrannisiert er die Familie und macht vor allem der Mutter der beiden Brüder das Leben schwer. Freddy stellt seinem Bruder die Bande vor und schenkt ihm eine Armbanduhr, um ihm zu zeigen, dass er, der jüngere, bereits ein gemachter Mann ist. Außerdem will er sich am kommenden Tag bei der Tankstelle, in der er arbeitet, einen Buick kaufen.
Als Jan zu Hause während einer Auseinandersetzung seiner Eltern wieder einmal erlebt, wie sehr die finanziellen Probleme seine Familie belasten, beschließt er, seinen Bruder um die noch zurückzuzahlenden 3000 Mark zu bitten, die der Mutter wieder Frieden bringen würden. Freddy ist einverstanden; Jan muss allerdings am nächsten Coup teilnehmen.
In Freddys Bande herrscht ein hartes Regiment: bei kriminellen Aktivitäten stehen alle unter seinem Kommando. Klaus, der in einer italienischen Bar als Kellner angestellt ist, will bei der nächsten Aktion, die unmittelbar bevorsteht, nicht mitmachen, da er wegen der Neueröffnung keine Zeit habe und seinen Job nicht sausen lassen will. Freddy beschafft sich über einen gewissen Prillinger eine Pistole und Munition. Nach einem dreisten Autodiebstahl sammeln sich die Bandenmitglieder. Klaus, der sich drücken will, wird an einer Bushaltestelle abgefangen und mit Schlägen und Drohungen gefügig gemacht. Dann geht es in die Villa von Mario, einem Bandenmitglied aus besseren Kreisen, dessen Eltern nicht da sind. Für Freddy stellt dieser Lebensstil mit Villa, Whiskybar und Hausmädchen das Ziel seiner Träume dar. Nachdem sich alle Mut angetrunken haben und Freddy Klaus mit einer „Scheinhinrichtung“ eingeschüchtert hat (er schießt neben dem vor Angst Zitternden in den Fußboden), muss die Bande aber feststellen, dass das von Mario zugesagte Auto nicht greifbar ist, da die Garage abgeschlossen ist. So bricht man spätnachts im gestohlenen Auto auf. Freddys Clique hat einen Postraub geplant. Die Bande überfällt ein Postauto und schlägt die Postfahrer zusammen. Dann wird die Beute (Postsäcke und eine Kassette) im Wäsche-Transporter des Bandenmitglieds Kudde verstaut. Zwei Bandenmitglieder machen sich im Postauto auf den Weg zum Treffpunkt. Klaus hat sich mittlerweile verdrückt. Nun benötigt man den Buick, den sich Jan unter einem Vorwand von der Tankstelle holt. Trotz dilettantischer Vorbereitungen (so werden die zwei im Postauto zu allem Überfluss noch in einen Verkehrsunfall verwickelt, können aber weiterfahren) schaffen es die Jungen bis zu einem Bootshaus, in dem schon Sissy mit anderen Mädchen wartet und eine kleine Überfall-Party organisiert. Die Enttäuschung ist groß, als Freddy statt Geld nur wertlose Postanweisungen aus der erbeuteten Kassette holt. Vor seinen Gefolgsleuten hat Freddy das Gesicht verloren. Als diese rebellieren, greift er zu seiner Pistole, nur Jan gelingt es, ihn noch einmal zu bändigen. In dieser Situation versucht Sissy sich als Femme fatale und empfiehlt erst Jan und dann Freddy einen Einbruch in die Villa des Besitzers der gerade eröffneten Bar Garezzo. Freddy greift die Idee auf und zieht mit dem Rest seiner Bande los. Jan hatte sich ihm vorher in den Weg gestellt und wurde niedergeschlagen. Mit dem Transporter folgt er seinem Bruder zum Tatort.
Als Jan in der Villa ankommt, sieht er sich nicht nur Freddy und Sissy gegenüber, sondern auch noch dem Vater Garezzos, der über Telefon die Polizei alarmiert. Sissy versucht Freddy dazu zu bringen, den wehrlosen alten Mann zu erschießen, aber Freddy kann das nicht. Da schnappt Sissy sich die Waffe, feuert erst auf den alten Garezzo und schießt dann Freddy in den Bauch. Vor der Villa sieht der zusammen mit der Polizei angekommene Vater Borchert seine Söhne, von denen Freddy gerade verhaftet wird. Ironie der Schlussszene: Eine Gruppe passierender Motorradfahrer wird Zeuge der Verhaftung und die Fahrer rufen von ihren Maschinen aus: „… Seht mal … mal wieder Halbstarke …“

## Hintergrund, Produktion, Veröffentlichung

EP vom Soundtrack des Films Die Halbstarken von Martin Böttcher, 1956

Karin Baal bewarb sich zusammen mit 700 anderen Mädchen für diesen Film. Sie erhielt die Hauptrolle und einen dreijährigen Ausbildungsvertrag. Die beiden Hauptdarsteller Horst Buchholz und Christian Doermer hatten vorher bereits einige Filme gedreht, dennoch bedeutete der Film einen Karriereschub für beide. Insbesondere Buchholz wurde durch seine Rolle zum Teenager-Idol. Einige der jugendlichen Darsteller, die zum Teil noch nie vor einer Kamera gestanden hatten, wurden später von professionellen Schauspielern nachsynchronisiert. So sprach Brigitte Grothum für Karin Baal, Lutz Moik für Kalle Gaffkus.
Obwohl der Name der Stadt nicht genannt wird, zeigen die Kennzeichen der Autos, dass der Film in Berlin gedreht wurde. Der gestohlene Opel Kapitän hat das Kennzeichen der Kommandatura Berlin KB 020-403, das Postauto KB 086-054. Außerdem sieht man auf dem Bus, der mit dem Postauto zusammenstößt, das Logo der BVG mit dem Berliner Bären an der Seite; als Theo seinen Buick sucht, gehen er und Herr Borchert zur Polizeiinspektion Wilmersdorf; und das Polizeifahrzeug hat das Berliner Kennzeichen B-Z 423. Die Szenen im Schwimmbad wurden im Stadtbad Wedding in der Gerichtstraße im damaligen Bezirk Wedding gedreht. Regisseur Georg Tressler war ein Bewunderer des italienischen Neorealismus und lehnte es daher weitgehend ab, in Filmstudios zu drehen, sondern wollte so weit wie möglich an authentischen Schauplätzen in der Öffentlichkeit arbeiten.
Martin Böttcher spielte den Soundtrack des Films mit Mister Martins Band ein, zu der Horst Fischer, Fatty George, Ernst Mosch, Werner Baumgart, Gerald Weinkopf, Cornelis op ten Zieken, Werner Twardy, Bill Grah, James Last, Siegfried Enderlein und Ralph Ahrens gehörten.
Der Film wurde bei Jugendlichen, die sich darin wiedererkannten, rasch zu einem Kultfilm. Wiederholt demolierten Halbstarke nach der Vorführung die Kinos und belästigten Gäste. Der enorme Erfolg des Filmes führte dazu, dass eine ganze Reihe weiterer Halbstarkenfilme gedreht wurde. In der DDR präsentierte man nur ein Jahr später mit Berlin – Ecke Schönhauser die Ostberliner Variante von Die Halbstarken. Im Westen folgten Die Frühreifen (1957, mit Heidi Brühl), Noch minderjährig (1957), Meine 99 Bräute (1958), Schmutziger Engel (1958), Der Pauker (1958), Endstation Liebe, Der Jugendrichter (1959, mit Karin Baal), Am Tag, als der Regen kam (1959), Verbrechen nach Schulschluß (1959), Mit 17 weint man nicht (1960), sowie Und sowas nennt sich Leben (1961, wiederum mit Karin Baal). In allen Filmen standen Jugendliche im Mittelpunkt, die auf die schiefe Bahn geraten waren.
In den USA wurde der Film unter dem Titel Teenage Wolfpack gezeigt. Horst Buchholz wurde im Vorspann der amerikanischen Fassung, die nur eine Laufzeit von etwa 89 Minuten hatte, als „Henry Bookholt“ angekündigt und als „neuer James Dean“ vermarktet. Veröffentlicht wurde der Film auch im Jahr 1957 in Frankreich, Schweden, Dänemark und Portugal und 1958 in Argentinien. In Estland wurde der Film im Juni 2009 auf der German Film Week vorgestellt. Weitere Veröffentlichungen erfuhr er in Brasilien, Finnland, Italien, Norwegen, Polen und im Vereinigten Königreich. The Hooligans war ein Alternativtitel des Films.
Am 22. Dezember 2017 gab Alive den Film innerhalb der Reihe „Juwelen der Filmgeschichte“ auf DVD heraus.

## Kritiken
Die Halbstarken wurde von der zeitgenössischen Kritik überwiegend gut aufgenommen. Die Zeit schrieb am 29. November 1956: „Freilich entspricht die Handlung nicht ganz der realen Bedeutung des Titels. Aber die gut gezeichneten Typen (hervorragend ist hier Buchholz) und die realistische Regie deuten manches von dem eigentlichen Urgrund des Problems an.“
Das Lexikon des internationalen Films schrieb mit dem Abstand mehrerer Jahrzehnte: „Durch das milieukundige Drehbuch des Journalisten Tremper und besondere Sorgfalt der Regie und Kameraführung überragt der Film die zeitgenössische Massenproduktion.“ Thomas Kramer urteilte im Lexikon des deutschen Films: „Angeregt durch Erfolge amerikanischer Vorbilder wie Rebel Without a Cause (USA 1955, Nicholas Ray; … denn sie wissen nicht, was sie tun) zeichnet sich der Film durch Aufnahmen an Originalschauplätzen und kompromißlose Darstellung der Verhaltensweisen rebellierender Jugendlicher aus. Keine der folgenden Imitationen erreichte den Ernst und die Qualität dieses Films, der seinen Erfolg auch bis dahin unbekannten Amateurdarstellern wie Karin Baal verdankt.“
Der Kritiker Falk Schwarz stellte fest, dass Regisseur Georg Tressler den deutschen Film aufgewirbelt und „alles anders“ gemacht habe. Nichts im Film sei gestellt. In Bezug auf den Realismus verglich Schwarz den Film mit Gerhard Kleins Spielfilm Berlin – Ecke Schönhauser…. Es zeige sich, dass Tressler „unter der Hand eher einen Unterhaltungsfilm gedreht“ habe. Klein gelinge „ein zeitloses Porträt einer Gruppe Jugendlicher, Tressler eher ein rabaukig inszenierter Jugendkrimi“.

## Auszeichnungen
- 1957: Filmband in Silber für Georg Tressler als bester Nachwuchsregisseur

## Remakes
1996 entstand der Fernsehfilm Die Halbstarken von Urs Egger mit Til Schweiger in der Hauptrolle.